# Communauté de communes du canton de Lagrasse
La communauté de communes du canton de Lagrasse est une ancienne communauté de communes française, située dans le département de l'Aude et la région Languedoc-Roussillon.

## Composition
Elle regroupait 18 communes :
| - Arquettes-en-Val - Caunettes-en-Val - Fajac-en-Val - Labastide-en-Val - Lagrasse - Mayronnes | - Montlaur - Pradelles-en-Val - Ribaute - Rieux-en-Val - Saint-Martin-des-Puits - Saint-Pierre-des-Champs | - Serviès-en-Val - Talairan - Taurize - Tournissan - Villar-en-Val - Villetritouls |  |